# Aoife
Aoife, auch Aife [ˈiːfʲə], ist eine Sagengestalt der keltischen Mythologie Irlands, die wahrscheinlich auf eine keltische Gottheit zurückzuführen ist.

## Mythologie
In einer Überlieferung ist Aoife eine Tochter Manannans, Schwester der Aobh und Gattin Lirs. Eine andere Erzählung (Tochmarc Emire, „Das Werben um Emer“) nennt sie eine Kriegerkönigin in Alba (Schottland), mit der Cú Chulainn sich im Zweikampf messen muss. Nachdem er sie besiegt hat, zeugt er mit ihr einen Sohn namens Connla. In der Sage Aided Oenfir Aífe („Der Tod von Aifes einzigem Sohn“) wird berichtet, wie Cú Chulainn wegen dessen geis Connla mit dem Gae Bolga töten muss.
Heute ist Aoife ein weit verbreiteter weiblicher Vorname in Irland.